# Centaurea litardierei
Centaurea litardierei — вид квіткових рослин айстрових (Asteraceae). Ендемік Марокко.

## Середовище
Населяє скелясті схили.

## Морфологічна характеристика
Це багаторічник 5–12 см заввишки, безстебловий. Листки зелені, голі, всі в прикореневій розетці, перисторозсічені, часток 3–8 пар. Квіткових голів 1–3.Квітки жовті. Період цвітіння: пізня весна, літо.